# Blecaute (cantor)
Otávio Henrique de Oliveira (Espírito Santo do Pinhal, 5 de dezembro de 1919 — Rio de Janeiro, 9 de fevereiro de 1983) foi um cantor e compositor brasileiro.
Era também conhecido pela alcunha de "General da Banda", devido a seu maior sucesso, a marcha de Carnaval homônima.

## Biografia
Aos seis anos, órfão de pai e mãe, foi para São Paulo. Trabalhou como engraxate e jornaleiro.
Em 1933, participou do programa de calouros A Peneira de Ouro, na Rádio Tupi. Em 1941, já cantava na Rádio Difusora, adotando o nome artístico de Black-Out, mais tarde aportuguesado para Blecaute, sugerido por Capitão Furtado, que lia na imprensa diária sobre 'blackouts' na Inglaterra, o governo inglês cortava a energia elétrica para dificultar o bombardeamento da Luftwaft de Hitler contra Londres. Apesar de ser um apelido francamente racista devido a cor de Octavio, ele aceitou como já tinha aceitado coisas piores ainda anteriormente. 
Em 1942, contratado pela Rádio Tamoio, foi para o Rio de Janeiro. Lá apresentou-se também na Rádio Mauá e na Rádio Nacional.
Em 1944 participou, como cantor, do filme Tristezas não Pagam Dívidas e gravou o primeiro disco, Eu agora Sou Casado.
O Carnaval de 1949 trouxe os grandes sucessos "O Pedreiro Valdemar" (de Wilson Batista e Roberto Martins) e "General da Banda" (Tancredo Silva, Sátiro de Melo e José Alcides), que lhe valeria a alcunha que carregaria para o resto da vida.
Em 1954, faria participações nos filmes Malandros em Quarta Dimensão, de Luiz de Barros, e O Rei do Movimento, de Victor Lima e Hélio Barroso.
Doente desde 1978, Blecaute faleceu no dia 9 de fevereiro de 1983, aos 63 anos, no Hospital Municipal Cardoso Fontes, no Rio de Janeiro, vítima de uma parada cardio-respiratória, após ficar uma semana internado. Foi sepultado no Cemitério de São João Batista, em Botafogo, zona sul carioca.

## Discografia
- Minha Tereza / Eu agora sou casado (1944) Continental
- Opa.. Opa… / Dona Maria (1947) Continental
- O Biriba esteve aqui / Carioca bonita (1948) Continental
- Chegou a bonitona / Zing-zing-bum (1948) Continental
- Vote! Que mulher bonita! / Que samba bom (1948) Continental
- Pedreiro Waldemar / Desce, favela (1948) Continental
- Moreninha, moreninha / Meu guarda-chuva (1949) Continental
- Oito mulheres / Baiana Tereza (1949) Continental
- Rei Zulu / O presidente chegou (1949) Continental
- General da banda / Marcha do "O" (1949) Continental
- Leilão de Ali Babá / Salve Mangueira (1949) Continental
- Ave-Maria / Rosinha, vem cá (1950) Continental
- Joãozinho boa-pinta / Meu doce de coco (1950) Continental
- Ai cachaça / Papai Adão (1951) Continental
- Borocochô / Onda vai, onda vem (1951) Continental
- Dia dos namorados / O delegado quer prender o Antônio (1951) Continental
- Mambo no samba / Fã número 1 (1951) Continental
- Sujeito sem jeito / Televisão (1951) Continental
- Borboleta dourada / Que coisa boa! (1951) Continental
- Maria Candelária / Não dou cartaz (1951) Continental
- Santo Antônio não gosta (1952) Continental
- Pedido à São João / Calvário do amor (1952) Continental
- Dona cegonha / Rico vai na chuva (1953) Continental
- A banca do guarda / Não agüento essa mulher (1953) Continental
- Santo Antonio sabe / Tim tim o lá lá (1953) RCA Victor
- A dor que mais dói / Primeiro eu (1953) RCA Victor
- Escravo da obrigação / Papagaio falador (1953) RCA Victor
- Ai meu senhor / Piada de salão (1953) RCA Victor
- Marina sapeca / Primeira valsa (1954) RCA Victor
- Caridade / Cabrocha (1954) Copacabana
- Batuque dos meninos / Samambaia pegou fogo (1954) Copacabana
- Lágrimas / Maria Escandalosa (1955) Copacabana
- Napoleão boa boca / Velha guarda (1955) Copacabana
- Quem será? / Agarradinho (1955) Copacabana
- Torcedor do Mengo (1955) Copacabana
- Minha senhora / Ingrata Rosinha (1955) Copacabana
- Linguagem do povo / Use a cabeça (1955) Copacabana
- Natal das crianças / Noiva querida (1955) Copacabana
- Ressurreição / Marcha das fãs (1956) Copacabana
- Mulher é aquela / Maria Champanhota (1956) Copacabana
- Vou-me embora Sá Dona / A vez do bobo (1956) Copacabana
- Baião de Minas Gerais / A mulher do palhaço (1956) Copacabana
- Mambo bacana / Carla (1956) Copacabana
- Aquele amor / Lavadeira (1957) Copacabana
- Inventor da mulata / Meu coração soluçou (1957) Copacabana
- Ambição / Lá vem ela (1957) Copacabana
- Mambo carioca / Triste recordação (1957) Copacabana
- Canção da mamãe (1957) Copacabana
- Se papai fosse eleito / História de sempre (1957) Copacabana
- Decisão amarga / Rei dos reis (1957) Copacabana
- Tô de prontidão / Serenou, serenou (1958) Copacabana
- Chora, doutor / Volta Redonda (1958) Copacabana
- Está chegando o General / Rebola Feola (1958) Copacabana
- Um romance em Brasília / Samba do play-boy (1959) Odeon
- Natal de Jesus / Feliz Ano Novo (1959) Odeon
- É pra todo muno cantar (1959) Odeon LP
- Banho diferente / A sogra vem aí (1960) Copacabana
- Sem mulata é fogo / Balançou, balançou (1960) Polydor
- Rosa errante / Quero morrer no Rio (1960) Polydor
- Samba da cor (1961) Copacabana
- Acabou a sopa / Direitos iguais (1961) Copacabana
- Mulher toda hora / A casa oficial (1961) Copacabana
- Maria Brasília (1961) Carnaval
- Na boca do povo (1962) Polydor LP
- Carnavália (1968) Museu da Imagem e do som LP
- Carnaval-Sua história e sua glória, vol nº 9 (1993) Revivendo CD
- Carnaval-Sua história e sua glória, vol nº 11 (1994) Revivendo CD